# Отто Зідов
Отто Адольф Зідов (нім. Otto Adolf Sydow; 1 лютого 1896, Деммін — 24 червня 1970, Діпгольц) — німецький воєначальник, генерал-майор люфтваффе (1 квітня 1944). Кавалер Лицарського хреста Залізного хреста.

## Біографія
Після початку Першої світової війни 5 вересня 1914 року вступив добровольцем в 42-й піхотний полк. Значну частину війни прослужив в 14-му піхотному полку, командир взводу, роти. 21 травня 1920 року демобілізований. 20 листопада 1920 року вступив в поліцію. Закінчив вище поліцейське училище в Айхе. Служив в частинах швидкого реагування в Берліні. З 1 червня 1932 року — начальник 176-го поліцейського району Берліна. 1 травня 1933 року призначений командиром роти поліцейського батальйону «Веке», який після ряду переформувань перетворився 12 січня 1934 року в групу земельної поліції «Генерал Герінг».
1 жовтня 1935 року переведений в люфтваффе командиром роти полку ВПС «Генерал Герінг», потім служив в штабі полку, з 1 жовтня 1937 року — командир караульного батальйону. Одночасно з 11 березня по 8 квітня 1938 і з 23 червня по 16 липня 1938 року тимчасово виконував обов'язки командира полку. З 1 серпня 1938 року — командир авіадесантного батальйону полку ВПС «Герман Герінг». 1 січня 1939 року призначений командиром 3-го батальйону 1-го парашутного полку, а в 1940 році очолив 125-й резервний зенітний дивізіон. З 27 червня 1940 року — командир 1-го дивізіону 22-го зенітного полку, з 15 липня 1940 року — 75-го легкого зенітного дивізіону, з 1941 року — 1-го дивізіону 52-го зенітного полку. 1 квітня 1941 року призначений командиром 125-го зенітного полку. Учасник Німецько-радянської війни. З 1 липня 1942 року — інспектор зенітної артилерії при Командуванні ВПС «Південний Схід». З 1 жовтня 1943 року — командир 20-ї, з 15 листопада 1944 року — 1-ї зенітної дивізії. Останні місяці війни брав участь в битві за Берлін (його частини розміщувалися в районі Берлінського зоопарку). 6 травня 1945 року взятий в полон радянськими військами. 2 липня 1950 року військовим трибуналом військ МВС Московської області засуджений до 25 років таборів. 7 жовтня 1955 року переданий владі ФРН і звільнений.

## Нагороди
- Залізний хрест 2-го класу (9 липня 1918)
- Нагрудний знак «За поранення» в чорному (9 липня 1918)
- Німецький орденський щит у пам'ять прикордонної охорони «Схід» (4 грудня 1919)
- Почесний хрест ветерана війни з мечами (14 грудня 1934)
- Медаль «За вислугу років у Вермахті» 4-го, 3-го і 2-го класу (18 років; 2 жовтня 1936)
- Медаль «У пам'ять 1 жовтня 1938» із застібкою «Празький град»
- Застібка до Залізного хреста 2-го класу (4 грудня 1940)
- Залізний хрест 1-го класу (25 серпня 1941)
- Нагрудний знак зенітної артилерії люфтваффе (12 грудня 1941)
- Медаль «За зимову кампанію на Сході 1941/42»
- Німецький хрест в золоті (24 вересня 1942)
- Лицарський хрест Залізного хреста (28 лютого 1945)